# Montserrat Fuentes
Montserrat Fuentes es una estadística y administradora académica española, presidenta de la Universidad St. Edward's de Austin, Texas. También es editora coordinadora y editora de aplicaciones y casos prácticos del Journal of the American Statistical Association. En su investigación, aplica el análisis espacial a la ciencia atmosférica.

## Biografía
Obtuvo dos licenciaturas en 1993 por la Universidad de Valladolid, una en Música y Piano y otra en Matemáticas y Estadística. En 1998 se doctoró en Estadística por la Universidad de Chicago. Su tesis, supervisada por Michael L. Stein, fue Prediction of Random Fields and Modeling Spatialtemporal Satellite Data.
Tras realizar estancias en el Centro Común de Investigación de la Unión Europea en Italia, AT&T Labs y el Centro Nacional para la Investigación Atmosférica, se incorporó al equipo docente de la Universidad Estatal de Carolina del Norte en 1998, donde se convirtió en catedrática distinguida James M. Goodnight y presidenta del departamento de Estadística antes de trasladarse a la Universidad de la Mancomunidad de Virginia como decana de la facultad de Humanidades y Ciencias en 2016. En 2019, fue nombrada vicepresidenta ejecutiva y rectora de la Universidad de Iowa, y a finales de 2020 fue nombrada presidenta de la Universidad St. Edward's.

## Premios y reconocimientos
Es miembro de la American Statistical Association desde 2008. Es miembro electo del International Statistical Institute. En 2015 fue nombrada profesora distinguida James M. Goodnight de la Universidad de la Mancomunidad de Virginia. En 2017 fue galardonada con la Medalla al Logro Distinguido de la Sección de Estadística Medioambiental de la Asociación Americana de Estadística.